# Hans Poeschel (Philologe)
Hans Poeschel (* 8. März 1882 in Kitzingen; † 24. Dezember 1948 in München) war ein deutscher Altphilologe und Gymnasiallehrer. 

## Leben
Nach dem Besuch des Gymnasiums in Kempten bis zum Abitur 1900 studierte er Klassische Philologie an der Universität München, wo er am 20. März 1905 bei Otto Crusius promoviert wurde. 1905 bis 1907 war er wissenschaftlicher Mitarbeiter am Thesaurus Linguae Latinae und schrieb Artikel für Band 2 bis 4. Danach arbeitete er als Gymnasiallehrer in München, zunächst am Alten Realgymnasium, mit ministerieller Entschließung vom 30. Juni 1913 auch am Maximiliansgymnasium mit den Fächern Latein, Griechisch, Deutsch und Stenographie. Im Februar 1917 zum Heeresdienst einberufen, konnte er diesen jedoch wegen einer Fußerkrankung nicht antreten. Zu seinen Schülern gehörten u. a. Ernst Heimeran und Franz Josef Strauß. Neben seiner Schultätigkeit war er auch als Kunst- und Literaturkritiker tätig. Von 1946 bis zu seinem Tode gab er die literarische Zeitschrift Münchner Tagebuch. Kulturelle Wochenblätter heraus, die 1949 eingestellt wurde.
Sein Bruder war Erwin Poeschel.

## Veröffentlichungen
- Typen aus der Anthologia Palatina und den Epigrammen Martials. Castner & Callwey, München 1905 (= Phil. Dissertation; Referent: Otto Crusius)
- Antikes Kunstleben. Kunst und Künstler im antiken Urteil. München 1925
- Vom sanften Gesetz der Menschlichkeit, in: Süddeutsche Zeitung, 19. Oktober 1945.
- Die griechische Sprache. München 1950. Neuausgabe: Deutscher Taschenbuch-Verlag, München 1975, ISBN 3-423-04174-9